# Vuomatsjuolmarivier
De Vuomatsjuolmarivier  (Zweeds: Vuomatjuolmajåkka; Samisch: Vuomačuolmmajohka) is een beek die stroomt in de Zweedse  gemeente Kiruna. De beek ontvangt haar water uit een bergplateau. Ze stroomt naar het noorden en gaat op in de Lainiorivier. Ze is circa 7 kilometer lang.
Uit hetzelfde bergplateau stroomt de Vuomarivier weg, maar dan naar het zuiden.
Afwatering: Vuomatsjuolmarivier → Lainiorivier → Torne → Botnische Golf